# Melanophrys flavipennis
Melanophrys flavipennis är en tvåvingeart som beskrevs av Samuel Wendell Williston  1886. Melanophrys flavipennis ingår i släktet Melanophrys och familjen parasitflugor. Inga underarter finns listade i Catalogue of Life.